# Xylopagurus cancellarius
Xylopagurus cancellarius is een tienpotigensoort uit de familie van de Paguridae. De wetenschappelijke naam van de soort is voor het eerst geldig gepubliceerd in 1950 door Walton.